# Ekaterina Bassi
Ekaterina Bassi –en griego, Αικατερίνα Βάσση– (16 de febrero de 1977) es una deportista griega que compitió en taekwondo. Ganó una medalla de plata en el Campeonato Mundial de Taekwondo de 1993 y dos medallas en el Campeonato Europeo de Taekwondo, plata en 1998 y bronce en 1994.

## Palmarés internacional
| Campeonato Mundial | Campeonato Mundial          | Campeonato Mundial | Campeonato Mundial |
| Año                | Lugar                       | Medalla            | Categoría          |
| ------------------ | --------------------------- | ------------------ | ------------------ |
| 1993               | Nueva York (Estados Unidos) | Medalla de plata   | –70 kg             |
| Campeonato Europeo |                             |                    |                    |
| Año                | Lugar                       | Medalla            | Categoría          |
| 1994               | Zagreb (Croacia)            | Medalla de bronce  | –70 kg             |
| 1998               | Eindhoven (Países Bajos)    | Medalla de plata   | –72 kg             |